# 荷蘭國旗
荷蘭國旗呈長方形，由三條水平色帶組成，由上至下的顏色為紅、白、藍，是現存最古老的三色旗。其中紅色代表勇氣，白色代表祝福及庇佑，藍色代表對祖國的忠誠。
荷蘭曾受西班牙統治，於16世紀時荷蘭之奧倫治親王沈默者威廉領導人民發動獨立戰爭，他們設計了一面橘、白、藍的三色旗，這三個顏色源至奧倫治家族徽章：藍色的底上有個白色的號角，並裝飾著橘色的繩索。在1630年後，因為色彩不夠鮮豔，在戰場與海上不易辨認，以及部分人民對奧倫治家族的獨裁統治感到不滿；國旗顏色逐漸由紅色取代橙色，並將藍色加深。
1937年2月19日，威廉明娜女王（Koningin Wilhelmina）頒布法令正式規定荷蘭國旗的顏色是朱紅色、白色、鈷藍色，沿用至今。

## 歷代國旗
紅白藍三色旗並不是荷蘭的第一面國旗。在十五世紀末，大多數低地國境內的省份被勃艮第統治，所以這些省份在參與遠征行動時，都會統一使用勃艮第公爵的旗幟。那旗幟的樣式是白色背景上有兩條樹枝枝呈X狀交疊，又叫勃艮第交叉。後來在低地國被神聖羅馬帝國哈布斯堡王朝統治期間仍沿用此旗。
後來奧倫治的沈默者威廉（Prins van Oranje）領導低地國人民反抗西班牙國王腓力二世的暴政，反抗軍所使用的旗幟是來自奧倫治親王紋章的橙、白、藍三色（Oranje Wit Blauw），這面旗又稱為「親王旗」（Prinsenvlag）。「海上乞丐」游擊隊（Watergeuzen）就是在這「親王旗」底下侵擾西班牙軍隊，最後革命成功。這面旗最早可見於描繪八十年戰爭的油畫上。
「親王旗」條紋數目可以有三、六或者九，也有呈輻射狀的設計。直至十六世紀末前，用色及樣式並無一致標準。在1630年以後，橙色條紋逐漸被紅色所取代，而藍色也加深了。因為當時並無任何政治原因要把橙色改掉，所以很有可能是由於荷蘭在十七世紀航海事業日漸昌盛，而船上會掛上國旗以識別國籍，但橙色、白色和淺藍色色調都較淺，在海上較難辨認出來，因此有須要把顏色加深，變成紅、白、深藍的配搭。另一個有可能的原因是由於橙色的染料是由天然的黃色及紅色染料合成，時間久了黃色成份先褪掉，只剩下紅色。1663年之後，荷蘭海軍全面更換為紅白藍的旗幟，1664年因為澤蘭省的抗議，荷蘭國會決議將原稱為荷蘭省旗（Hollandsche Vlag）的紅白藍旗幟正式改稱為「Statenvlag」。
而橙白藍親王旗當時仍然被使用，17世紀荷蘭在世界各殖民地懸掛親王旗，在台灣與顏思齊、鄭芝龍等海盜集團合作，授權懸掛親王旗私掠前往敵國西班牙、葡萄牙所控制港口貿易的船隻，與台灣原住民各族簽訂和約亦以回贈親王旗為友誼的象徵要求各村社懸掛，至鄭成功襲台時要求荷方如懸掛親王旗代表接受條件、血旗則代表拒絕；後來亦成為南非國旗、紐約市旗等設計的基礎。除了橙白藍和紅白藍兩面旗外，荷蘭還有第三面官方旗幟——國會旗，但此旗重要性不及前二者。原來式樣是金色背景上有一隻荷蘭省徽章上的紅獅，獅子拿著寶劍及七支箭，後來換成紅底金獅。在描繪海戰的油畫上可見親王旗和國會旗分別掛在戰艦的兩邊，這正顯示了當時荷蘭的兩個權力中心：總督（必須是奧倫治王室成員）及國會。
十八世紀末的革命和後來被法國拿破崙佔領期間，荷蘭國旗曾作改變。當時「親王旗」的名字被禁用，但紅白藍三色獲准保留，原因可能是這三種顏色也是法國國旗的顏色。在1796年，法國在荷蘭建立的傀儡政權巴達維亞共和國，維持了一段短時間，新國旗是在原有荷蘭國旗的左上角加上革命圖案——一個腳踏獅子女性，一隻手拿著盾牌，另一隻手拿著一支矛，矛頭有一頂自由帽。後來拿破崙的弟弟路易·波拿巴成位了荷蘭國王，他顧及荷蘭人民感受，移除了國旗上的革命圖案，還原成本來模樣，他因為奉行親荷政策觸怒了拿破崙。不久後拿破崙把荷蘭併入法蘭西帝國的板圖內，旗幟被法國國旗所取代。
1813年，荷蘭重新恢復獨立，奧倫治親王從英國回到荷蘭。人民為了表示對奧倫治王室的忠誠，紛紛把橙白藍旗和紅白藍旗一起掛出來。那時有關國旗應是橙白藍還是紅白藍還沒有定論，但紅白藍旗明顯較普遍採用，而且也被國王選擇作為他的個人旗幟。由那時開始，人民習慣在掛國旗時同時掛上橙色的尖旗，以示對王室的擁戴。
1930年代，荷蘭右翼份子以橙白藍親王旗為其代表，1937年2月19日，威廉明娜女王（Koningin Wilhelmina）為了平息各界對國旗的爭議，頒布了法令規定荷蘭國旗的顏色是朱紅色、白色、鈷藍色，沿用至今。

## 荷蘭歷史旗幟
- 哈布斯堡尼德兰勃艮第公國
1032年－1477年
- 西属尼德兰
1556年－1714年
- 荷蘭共和國（親王旗）
1572年－1795年（1630年以後漸有橙色換為紅色，1663年海軍全面棄用，1795年禁用）
- 荷蘭共和國（Statenvlag）
1596年－1795年（首見於1596年，1630年以後漸漸開始使用，1663年海軍全面改用此旗，1664年國會決議）
- 巴達維亞共和國
1795年－1806年
- 巴達維亞共和國
1806年－1810年
- 荷蘭联合王國
1815年－1839年

## 荷蘭王國構成國旗幟

### 構成國國旗
- 阿魯巴旗幟
- 庫拉索
1982年－1984年
- 庫拉索旗幟
- 荷屬聖馬丁旗幟

### 行政長官旗幟
- 阿魯巴行政長官旗幟
- 庫拉索行政長官旗幟
- 荷屬聖馬丁行政長官旗幟
- 前荷屬安的列斯群島行政長官旗幟
1986年－2010年

## 影響

南非（1928-1994）
黑森-拿騷
荷屬巴西（英语：Dutch_Brazil）
荷属东印度公司
上海公共租界工部局
美國紐約市旗
紐約市長旗
美國紐約州奥尔巴尼
美國紐約州布朗克斯
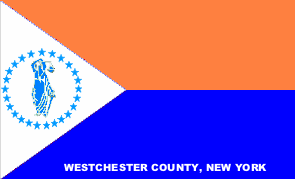
美國紐約州威斯特徹斯特縣
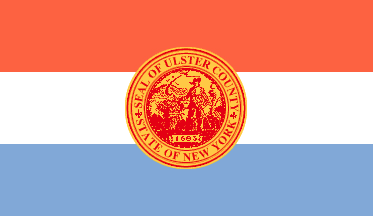
美國紐約州阿爾斯特縣
盧森堡
比荷盧旗幟
利比里亞寧巴縣
馬來西亞納閩

泛斯拉夫顔色

克羅埃西亞
俄國
斯洛伐克
斯洛維尼亞
塞爾維亞
南斯拉夫（1918–1941）
捷克

## 外部連結
- 世界旗幟網上的荷蘭國旗 （页面存档备份，存于）（英文）